# Kranzberg
Kranzberg è un comune tedesco di 3 861 abitanti, situato nel land della Baviera.